# Film Eurospy
Le film Eurospy, ou film d'espionnage Spaghetti (en référence aux films produits en Italie dans le genre),,  est un genre de film d'espionnage produits en Europe, en particulier en Italie, France et Espagne, qui plagient ou  parodient les longs métrages britanniques de la série d'espionnage James Bond. La première vague de « films Eurospy » date de 1964, deux ans après le premier film de la série James Bond, Dr No et la même année que Goldfinger. L'engouement pour les films Eurospy a duré jusqu'en 1967 ou 1968. En Italie, où la plupart de ces films ont été produits, cette tendance a remplacé le  genre péplum.
Christopher Frayling estime le nombre de films d'Eurospy à 50.
Pour plus de vraisemblance, ces films mettent en vedette dans les rôles principaux des stars américaines et britanniques. Les héros des films sont des agents secrets qui portent un nom similaire à « James Bond » comme  Charles Bind, Charles Vine et James Tont, où Tont, un jeu de mots de tonto italien qui signifie « stupide ») et/ou un nom de code similaire au « 007 » de James Bond. D'autres films d'Eurospy utilisent des espions de fiction littéraires, notamment Bulldog Drummond, Harry Palmer, OSS 117 , Francis Coplan et Rolf Torring (de).

## Exemples
Des stars européennes et leurs films ont été renommés  afin de tirer profit de l'engouement pour l'Eurospy. Par exemple, La muerte silba un blues (1962) de Jesús Franco  a été renommé en Agent 077, opération Jamaïque et l'acteur Conrado San Martín rebaptisé en Sean Martin pour évoquer des personnages de Sean Connery et Dean Martin qui a joué Matt Helm ). Le film Espionnage à Bangkok pour U-92 du héros de fiction allemand Rolf Torring a été renommé Agente S3S: operazione Uranio.

### Europe continentale
Des films français et italiens ayant utilisé  « 007 », United Artists a mis en demeure l'industrie cinématographique italienne argumentant que seul James Bond pouvait être 007 et l'a menacée de poursuites judiciaires. Afin de contourner cette restriction, les films ont reçu des numéros à trois chiffres comme  l'italo-espagnol A 001, operazione Giamaica (1965) et la trilogie Agent 077 avec Ken Clark ( Opération Lotus bleu, Fureur sur le Bosphore et Mission spéciale Lady Chaplin, Suspense au Caire pour A 008 (1965) du réalisateur Umberto Lenzi qui a aussi réalisé trois films avec Roger Browne, Super 7 appelle le Sphinx (1965), Un million de dollars pour sept assassinats (1966) et Des fleurs pour un espion (1966). 
La série «James Tont » du réalisateur Bruno Corbucci avec Lando Buzzanca est la première série  italienne basée sur 007. James Tont operazione U.N.O. (1965) met en scène un personnage féminin nommé Goldsinger et des séquences sous-marines qui font écho à Opération Tonnerre  suivi par  James Tont operazione D.U.E. (1965). Corbucci a également écrit les scénarios de Très honorable correspondant (1966) et la parodie de Derek Flint Il vostro superagente Flit (1966). Une autre parodie de Bond, Deux Mafiosi contre Goldginger (1965) voit Fernando Rey dans le rôle d'un criminel nommé Goldginger.
L'agent de la CIA Bob Fleming est présent dans un trio de films italiens, Les espions meurent à Beyrouth (1965), A 077 défie les tueurs (1966), réalisé par Antonio Margheriti, Furia à Marrakech (1966) et Opération Goldman(1966).
D'autres exemples notables incluent Berlin, opération Laser (Italie, 1965), la série française OSS 117 André Hunebelle basée sur le personnage de Jean Bruce et la trilogie Le Tigre aime la chair fraîche de Claude Chabrol ( Le Tigre aime la chair fraiche, Le Tigre se parfume à la dynamite et Marie-Chantal contre Dr Kha ), ainsi que sa suite officieuse Le Tigre sort sans sa mère avec Roger Hanin et les séries allemandes Kommissar X et Jerry Cotton . Les séries françaises Eddie Constantine Nick Carter et Lemmy Caution se sont lancées dans l'espionnage avec plusieurs films, dont Alphaville de Jean-Luc Godard (1965).
Les romans français de Francis Coplan ont donné lieu à six films dont Coplan sauve sa peau (1968). Jean Marais a joué dans les films franco-italiens L'Honorable Stanislas, agent secret (1963) et Pleins feux sur Stanislas (1965). L'acteur américain Ray Danton a réalisé deux films français, Corrida pour un espion (1965), New York appelle Superdragon (1966), et la parodie hispano-italienne 007 Opération Re Mida (1966) réalisé par Jesús Franco. Franco a également réalisé Sumuru, la cité sans hommes (1969) avec Shirley Eaton de Goldfinger.
La coproduction internationale Ramdam à Rio (1966) de Dino De Laurentiis a été tournée à Rio de Janeiro avec un réalisateur américain et une distribution anglo-américaine ( Mike Connors, Terry-Thomas.). Une référence de cette série est Opération frère cadet (1967) avec Neil Connery, frère de Sean Connery, ainsi que plusieurs acteurs de la série officielle James Bond. Le réalisateur, Alberto De Martino a également réalisé Mission spéciale Lady Chaplin (1966) et Espionnage à Capetown (1966) avec Karin Dor  la première « Bond girl » allemande, apparaissant dans On ne vit que deux fois (1967).
L'acteur britannique Stewart Granger a joué dans Mission à Hong Kong (1965), Guet-apens à Téhéran (1966) avec Adolfo Celi dans Opération Tonnerre et Un certain Monsieur Bingo (1966) en Italie avec Daniela Bianchi. En plus du film de James Bond Bons Baisers de Russie  (1963), Bianchi a réalisé les films d'espionnage italiens Le Tigre aime la chair fraîche (1964), Mission spéciale Lady Chaplin (1966) et deux parodies 007: Barbouze chérie (1966) et  Opération frère cadet (1967). Sergio Sollima, a réalisé Un certain Monsieur Bingo et deux films de type Bond avec George Ardisson, Agent 3S3, passeport pour l'enfer (1965) et Agent 3S3, massacre au soleil (1966).
Marilù Tolo figure dans sept productions italo-françaises-italiennes : 077 intrigue à Lisbonne (en) (1965), Barbouze chérie (1966), Ramdam à Rio (1966), New York dans les ténèbres (it) (1966), Avec la peau des autres (1966), Le Judoka agent secret (1966) et Casse-tête chinois pour le judoka (1967).  Luciana Paluzzi de Opération Tonnerre (1965) a également réalisé le franco-italien Pas de roses pour OSS 117 (1968).
L'acteur canado-américain Lang Jeffries a joué un agent secret dans X 1-7 top secret (Italie, 1965), Karaté à Tanger pour agent Z7 (de) (Allemagne-Italie, 1966), Ombres sur le Liban (Italie, 1966), La Jungle des tueurs (France- Italie, 1966), Deux Garces pour un tueur (it) (Espagne-Italie, 1966) et Coplan ouvre le feu à Mexico (Espagne-Italie, 1967).
Une paire de films post-1960 basée sur l'auteur français Gérard de Villiers SAS est apparue dans les années 1980, SAS à San Salvador (1982) avec Miles O'Keeffe dans le rôle de Malko et SAS : L'Œil de la veuve (1989) avec Richard Young dans le rôle de Malko.

### Films britanniques

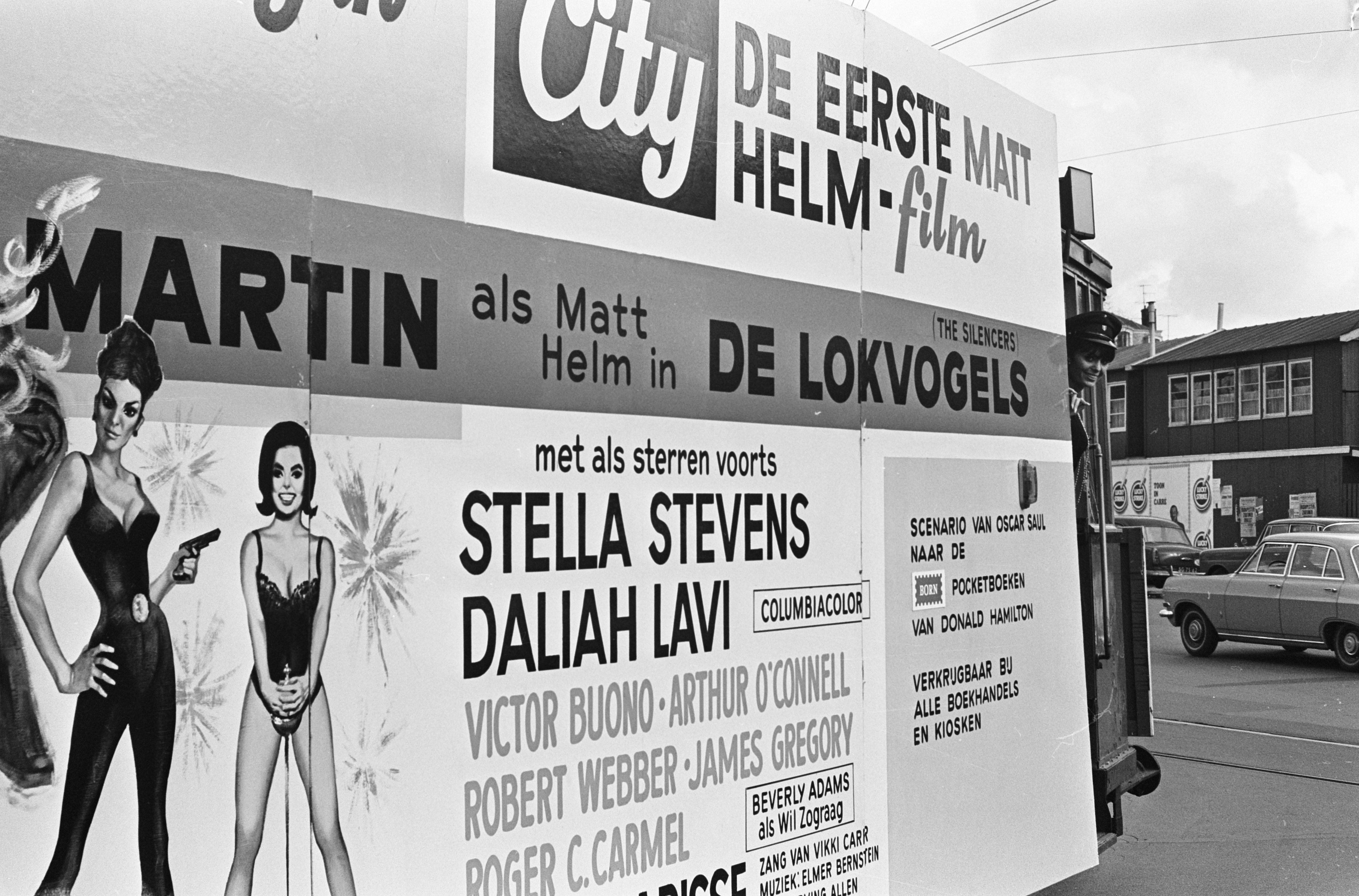

Daliah Lavi, mieux connue pour ses deux parodies américaines de 007 Matt Helm, agent très spécial (The Silencers, 1966) et Casino Royale (1967), joua dans Du suif dans l'Orient-Express (Schüsse im 3/4 Takt, 1965) et les films britanniques Un micro dans le nez (The Spy with a Cold Nose, 1966) et Dieu pardonne, elles jamais ! (Some Girls Do, 1969), avec Richard Johnson qui a joué dans Le Coup du lapin (Danger Route, 1967) et Plus féroces que les mâles (Deadlier Than the Male, 1967), ce dernier avec Sylva Koscina qui a elle-même joué dans deux autres films britanniques, X3, agent secret (Hot Enough for June, 1964) et Opération Marrakech (Our Man in Marrakech, 1966) et deux productions italiennes, L'Homme d'Istambul (Colpo grosso a Galata Bridge, 1965) et Baraka sur X 13 (Agente X-77 - ordine di uccidere, 1966).
Parmi les autres films de production britannique, citons Master Spy (1964), Le Secret du rapport Quiller (The Quiller Memorandum, 1966) avec George Segal et Subterfuge (en) (1968) avec Gene Barry. Michael Caine a joué l'espion Harry Palmer dans Ipcress, danger immédiat (The Ipcress File, 1965) et quatre suites. La semi-parodie L'espion tue de sang-froid (en) (Licensed to Kill, 1965), réalisé par Lindsay Shonteff, mettait en vedette l'agent de type Bond Charles Vine suivi de deux suites : Where the Bullets Fly (1966), réalisé par John Gilling, et une obscure production espagnole O.K. Stuchensko (1968). Shonteff a ensuite réalisé trois autres films avec un espion similaire nommé Charles Bind: Number One of the Secret Service (en) (1970), Adieu canaille (en) (Licensed to Love and Kill, 1979) et Number One Gun (1990).
Au XXIe siècle, Neal Purvis, Robert Wade, William Davies ont écrit la franchise Johnny English, une série de films d'espionnage - comédie d'action mettant en vedette Rowan Atkinson parodiant le genre des agents secrets de James Bond.

### Films américains
Arabesque, Notre homme Flint (Our Man Flint), Matt Helm, agent très spécial (The Silencers), Bien joué Matt Helm (Murderers' Row) (tous en 1966), Matt Helm traqué (The Ambushers), F comme Flint (In Like Flint) (tous deux en 1967), Monsieur Dague, à votre service (en) (A Man Called Dagger) (1968) et Matt Helm règle son compte (The Wrecking Crew) (1969).

### Parodies post-années 1960
Deux films français avec Jean Dujardin, OSS 117 : Le Caire, nid d'espions (se déroulant en 1955) et OSS 117 : Rio ne répond plus (se déroulant en 1967) recréent tous deux le style de l'époque et parodient le genre d'espionnage pour un nouveau public.
La série américaine Austin Powers (1997–2002) de trois comédies mettant en vedette Mike Myers se déroule dans les années 1960 et 1970. Le trio parodie James Bond et d'autres films d'Eurospy. Michael Caine, en tant que personnage similaire à son rôle de Harry Palmer ( Ipcress, danger immédiat), joue le père de Powers dans le troisième film, Austin Powers dans Goldmember (2002).
Le film espagnol Anacleto : Agente secreto (2015) réinvente le héros de bande dessinée de 1964 pour l'écran.